# Baden-Baden
Baden-Baden is een stad en een Stadtkreis in de Duitse deelstaat Baden-Württemberg. Op 31 december 2020 telde de stad 55.449 inwoners op een oppervlakte van 140,21 km². Sinds 2021 staat het kuuroord op de UNESCO-Werelderfgoedlijst als onderdeel van de Historische kuuroorden van Europa.

## Naamgeving
De stad heette aanvankelijk Baden, maar werd ter verduidelijking vaak Baden in Baden genoemd, om onderscheid te maken met Baden (Oostenrijk) of Baden (Zwitserland). In 1931 werd de naam van de stad officieel gewijzigd in Baden-Baden. Het markgraafschap Baden vond hier zijn oorsprong, evenals de opdelingen in Baden-Hachberg, Baden-Sausenberg, Baden-Durlach en Baden-Baden. In dit laatste geval heeft de dubbele naam dus een enigszins andere oorsprong dan de dubbele naam van de stad.

## Geschiedenis
Bij de oude Romeinen was de warmwaterbron met temperaturen tot 68 graden Celsius op deze plaats al bekend en heette de plaats Aquae. Rond het jaar 260 werd de nederzetting door de Alemannen veroverd en werden de thermen verwoest. De warmwaterbron raakte in de vergetelheid. In 1112 vestigde de markgraaf van Baden zijn residentie in de plaats, die rond 1250 stadsrechten kreeg. Met toestemming van de markgraaf werd in 1306 de warmwaterbron weer benut. In de negentiende eeuw werd de plaats de zomerhoofdstad van Europa genoemd. In die periode kwamen vele welgestelden uit heel Europa om te ontspannen naar Baden-Baden. Belangrijke bezoekers waren onder anderen koningin Victoria, keizer Wilhelm I en Napoleon III. Johannes Brahms woonde van 1863 tot 1874 in de stad.
In de Tweede Wereldoorlog werd de stad gespaard van geallieerde bombardementen; daarna diende ze als hoofdkwartier van de Franse bezettingszone.

## Stadsindeling
De stadtkreis Baden-Baden bestaat uit: Oos, Sandweier, Haueneberstein, Balg, Ebersteinburg, Weststadt met de Ooswinkel, Cité, Innenstadt, Lichtental met Oberbeuern, Geroldsau, Neuweier, Steinbach en Varnhalt.

## Bezienswaardigheden
- Brahmshaus, museum over de componist Johannes Brahms.
- Trinkhalle uit 1842: dit is een gebouw met aan de rivierkant een wandelgang van zo’n 90 meter lengte met 14 fresco’s aan de ene kant, die sagen uit de omgeving uitbeelden, en zuilen aan de andere kant. In het gebouw zit het toeristenbureau, waar gratis water beschikbaar is uit de minerale bron.
- Kurpark met badhotel uit 1824: in het badhotel is ook een casino gevestigd dat floreerde vanwege het verbod in Frankrijk op gokken in de jaren na de bouw.
- Rennplatz Iffezheim: renbaan waar sinds 1858 een aantal keren per jaar prestigieuze internationale paardenrennen plaatsvinden.
- Theater: Hector Berlioz schreef Béatrice et Bénédicte voor de opening in 1862.
- Friedrichsbad: thermaalbad met mineraalwater in een gebouw uit 1877.
- Ruïnes van het Romeinse badhuis: dit bevindt zich direct onder het Friedrichsbad. De ruïne is ontdekt in 1847. De resten zijn te bezichtigen. Het bad is gebouwd voor Romeinse soldaten. Het was een zogeheten balineum. Getoond wordt hoe het verwarmingssysteem werkte om vloeren en muren te verwarmen.
- Neues Schloss: slot van de markgraven van Baden. Het staat op een steile heuvel naast het stadscentrum.
- Russische kerk uit 1882.
- Lichtentaler Allee: wandelpromenade langs de Oosbach en door het park. Hierlangs staan zo’n 300 bijzondere bomen en er zijn vele bloemperken.
- Gönneranlagen uit 1912: dit is een park gelegen aan de Oosbach en heeft meer dan 300 soorten rozen.
- Rozentuin Beutig: tuin waar recent nieuw verschenen rozencultivars getoond worden
- Kloster Lichtental: een aantal kilometers uit het stadscentrum, aan het einde van de Lichtentaler Allee, ligt een uit 1245 daterende abdij van cisterciënzernonnen. De kloostergebouwen liggen rondom een binnenplein.
- Caracalla Therme: modern badhuis uit 1985.

Baden-Baden
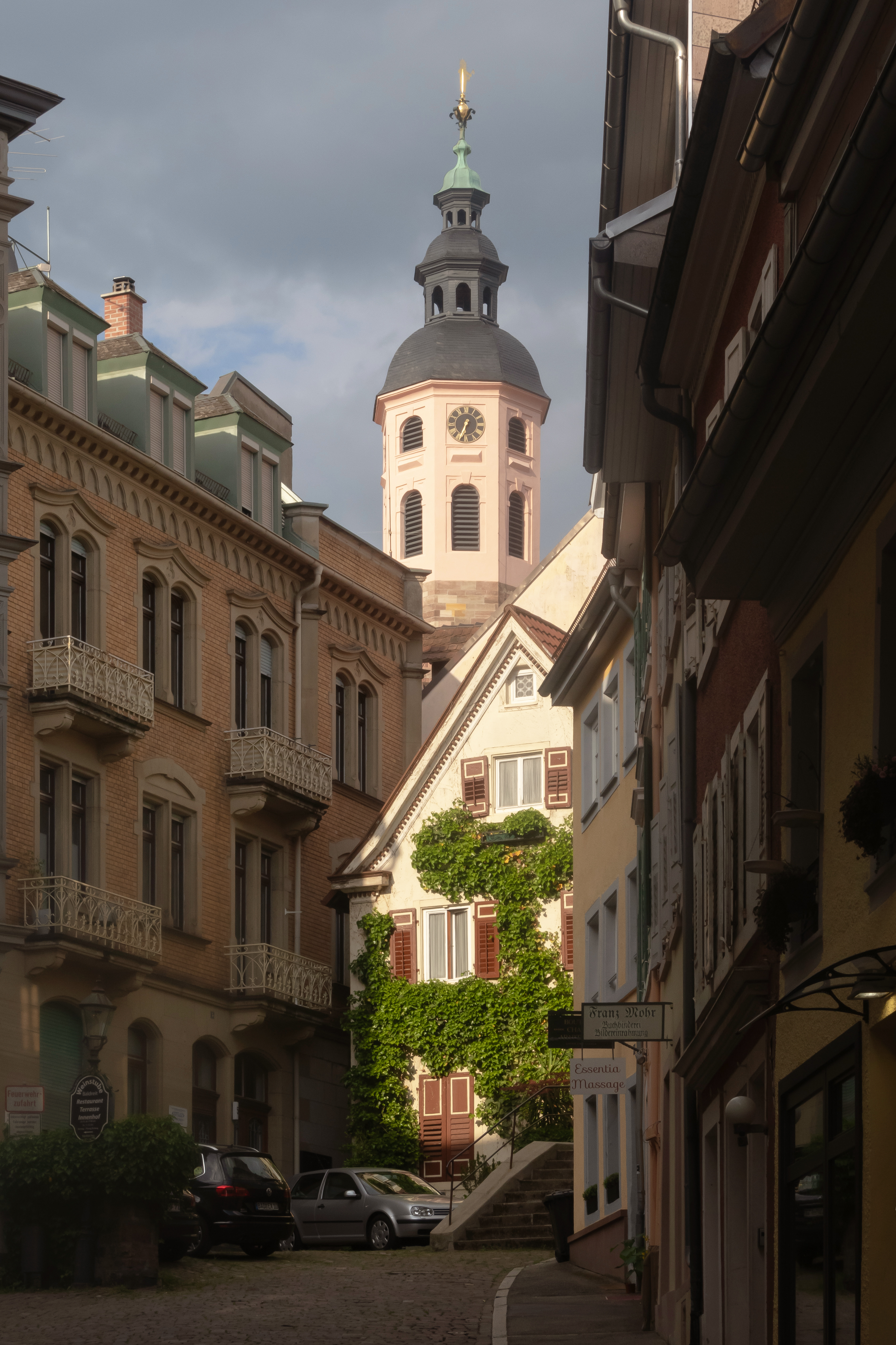
Toren van de Stiftskirche
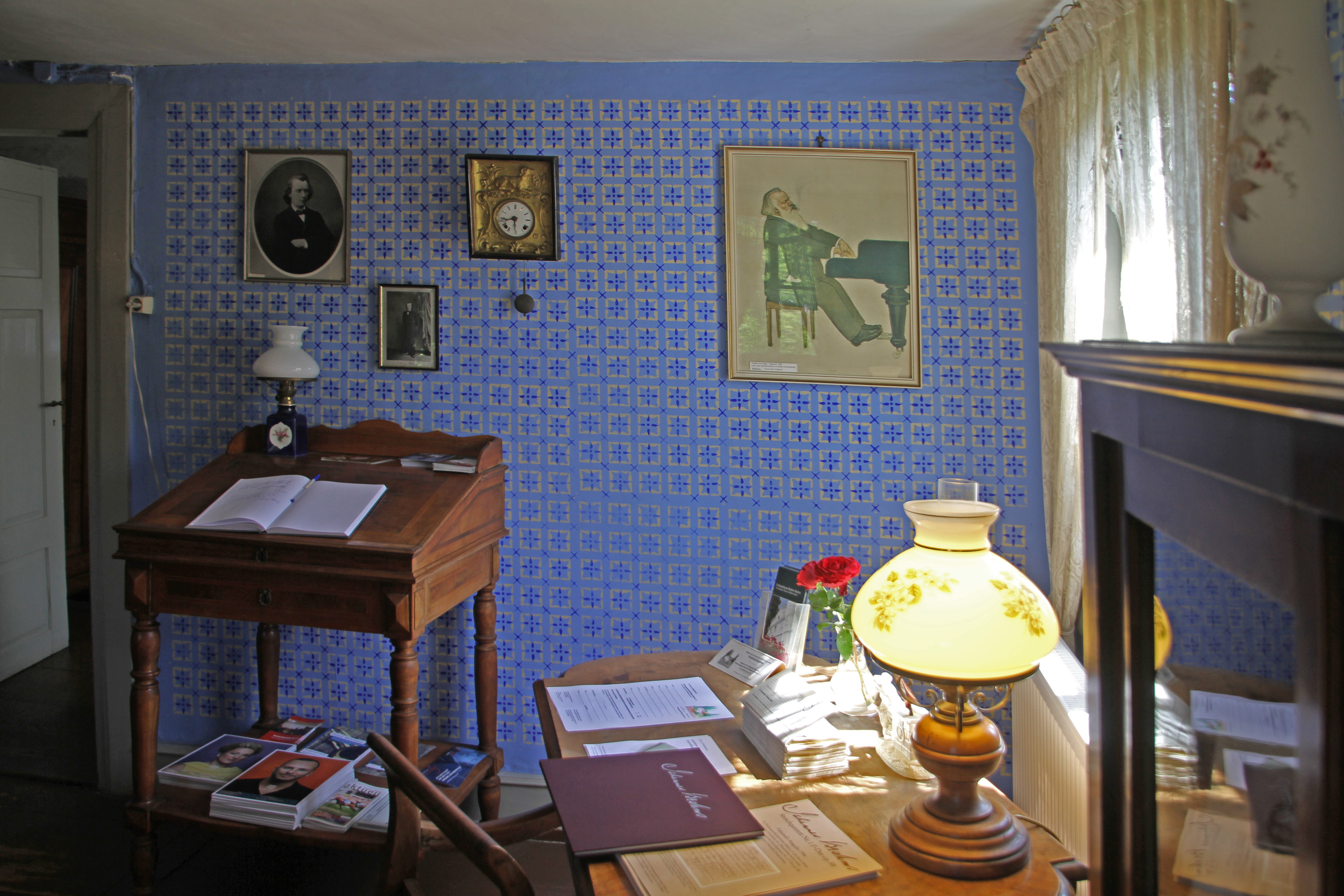
Brahmshaus
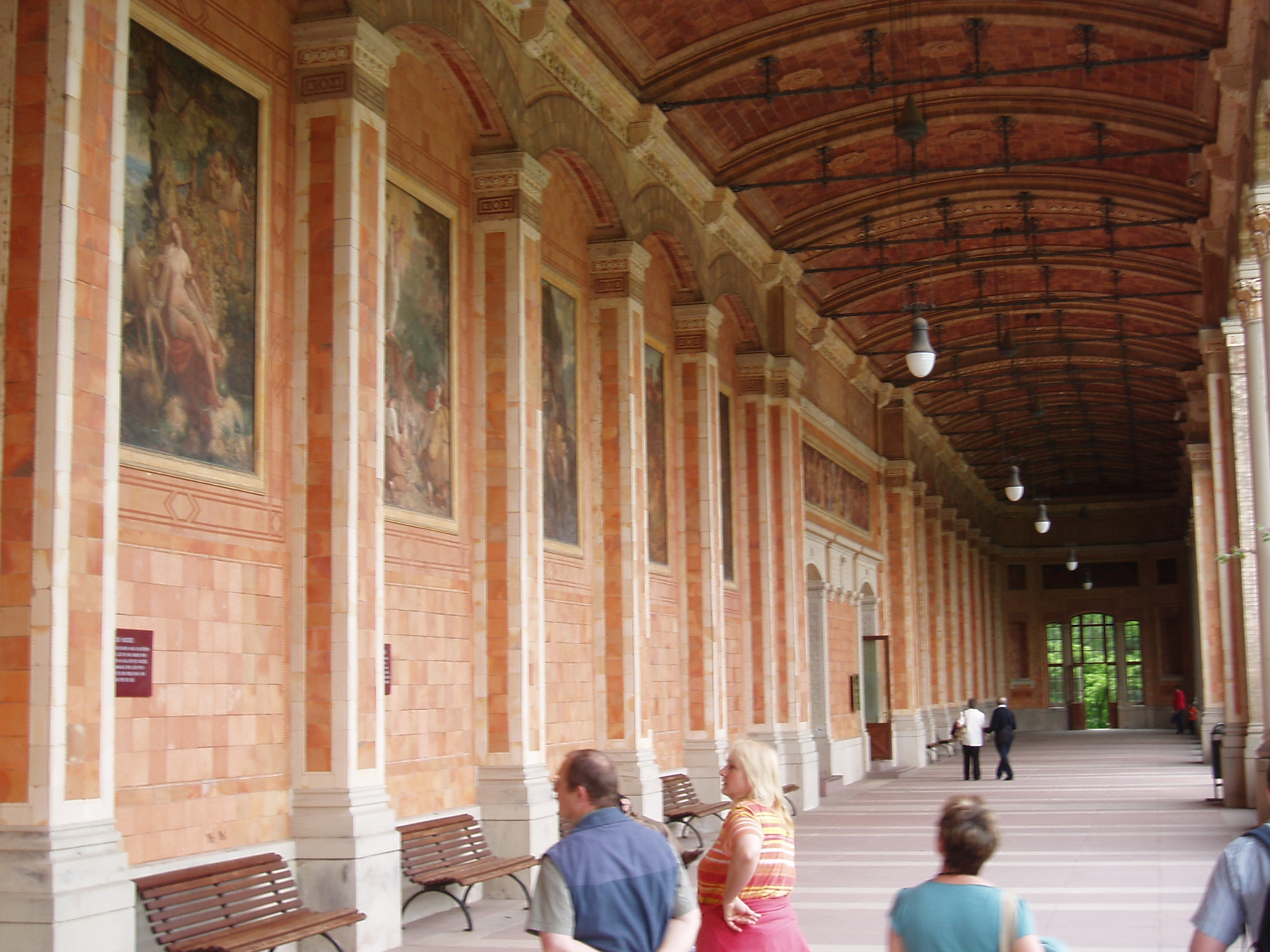
Wandelgang van de Trinkhalle
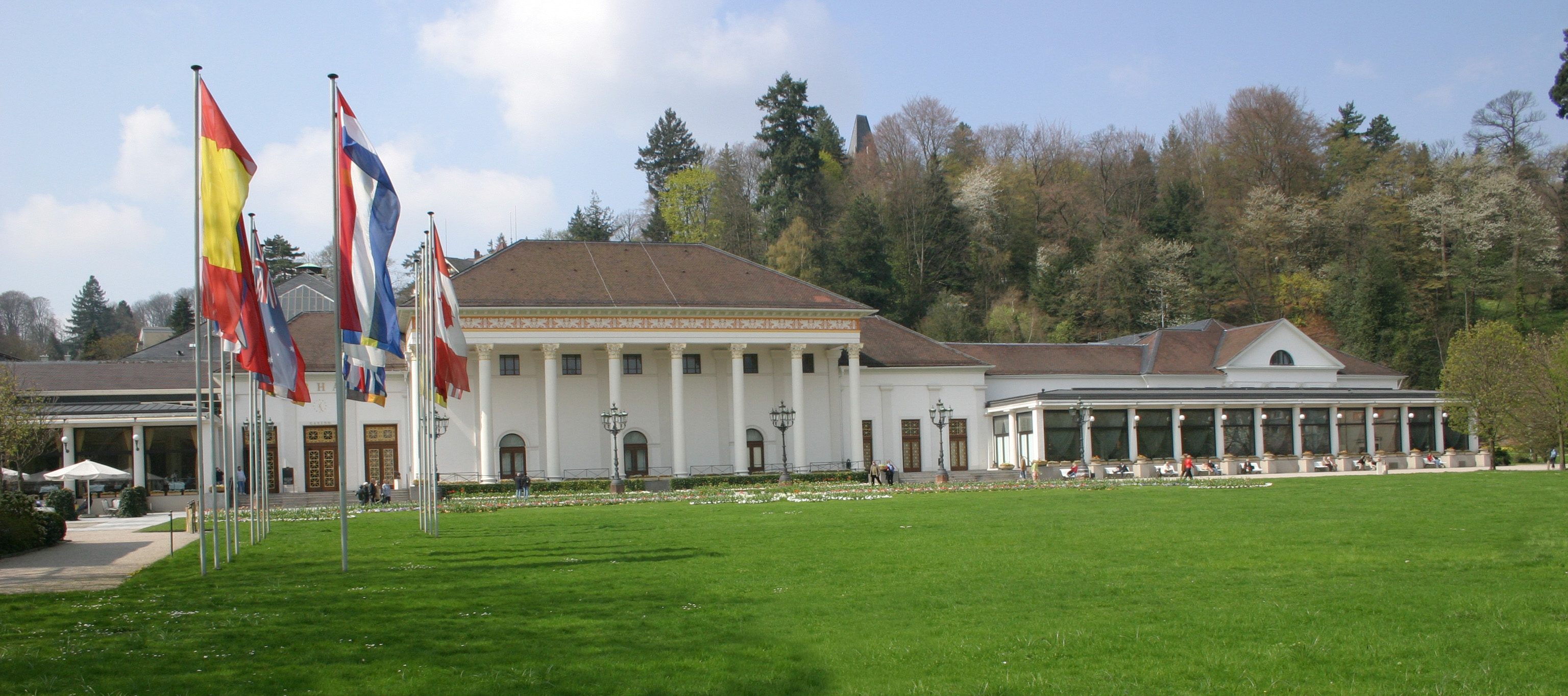
Kurpark
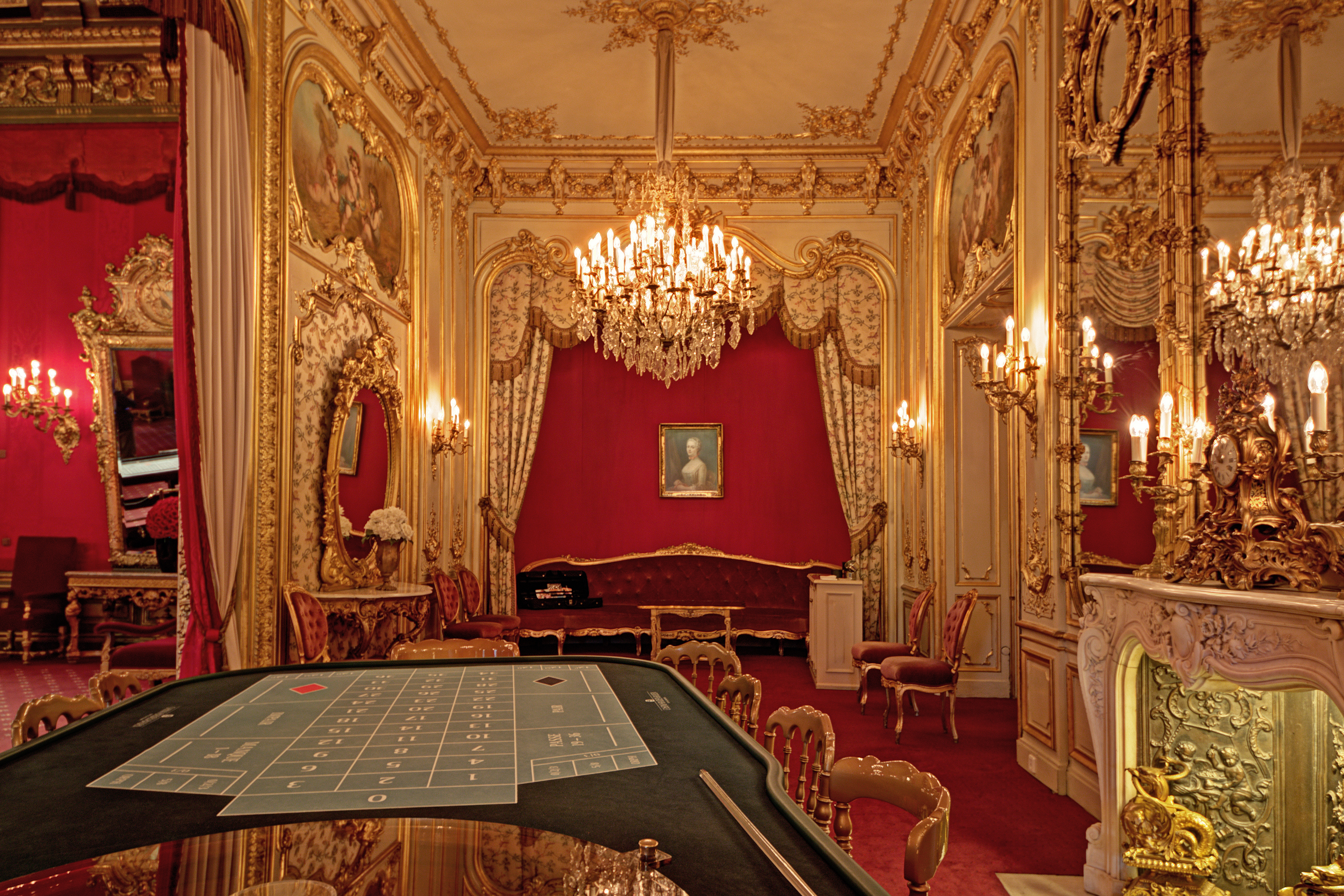
Casino
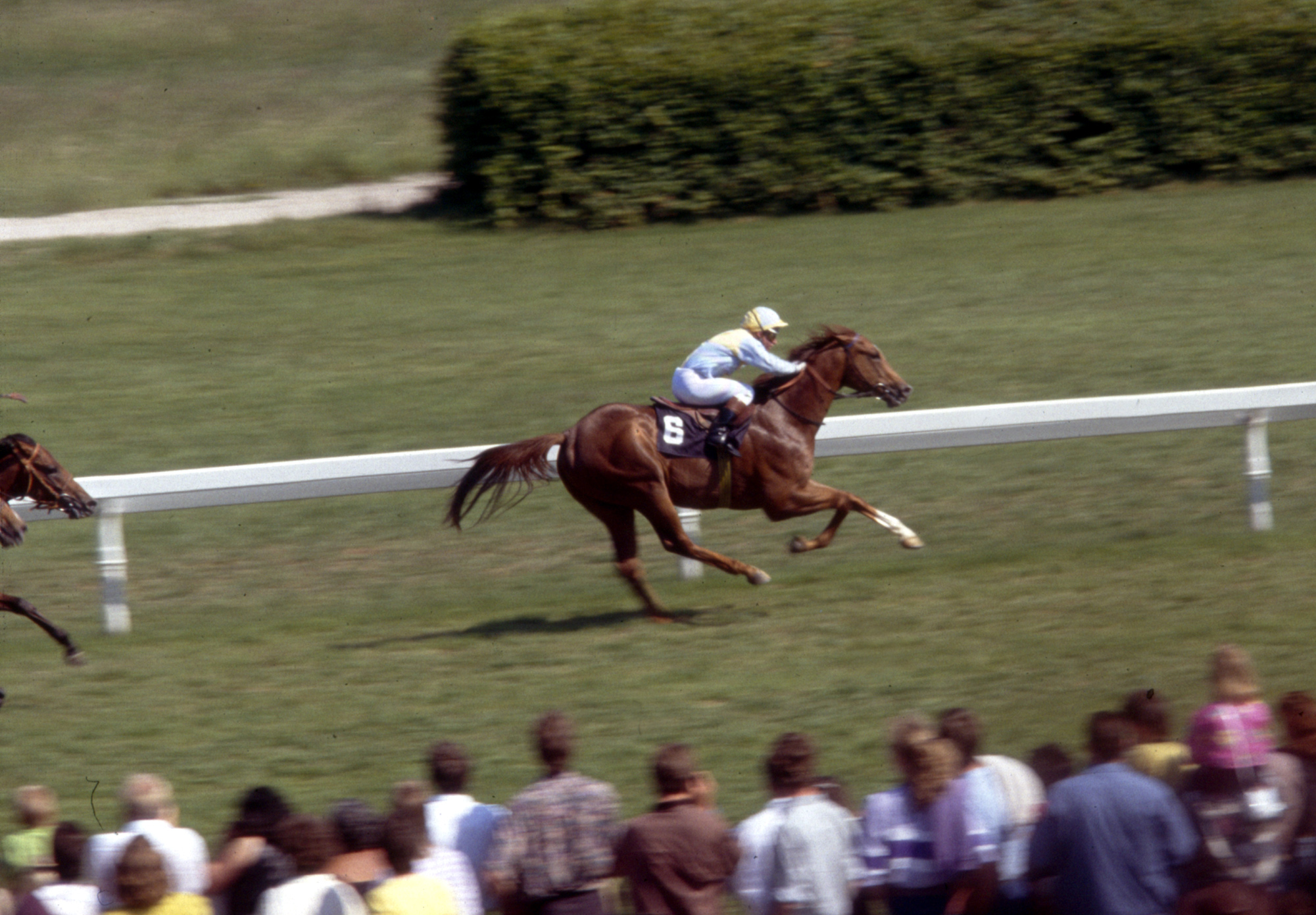
Renbaan Iffezheim
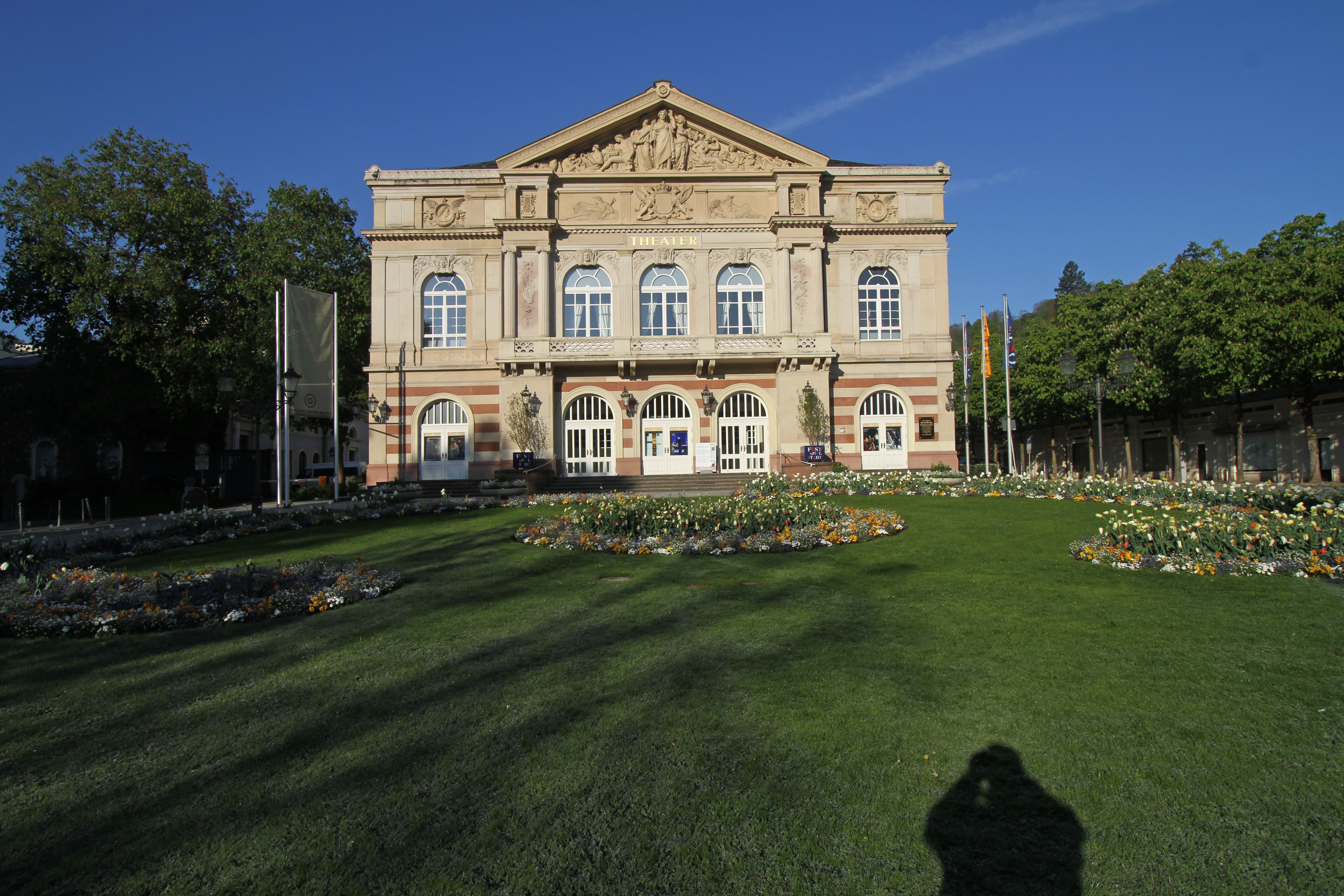
Theater
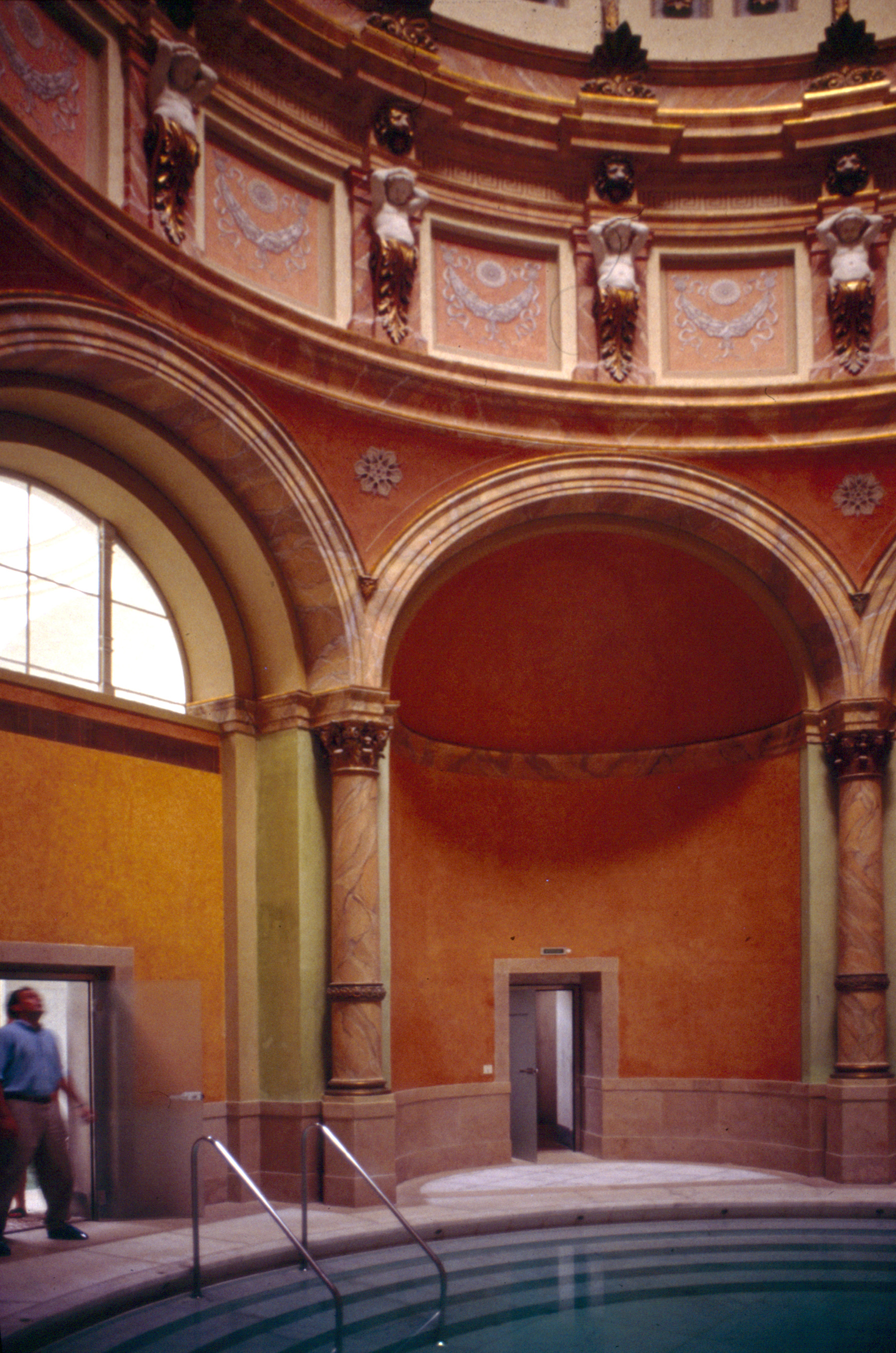
Het Friedrichsbad
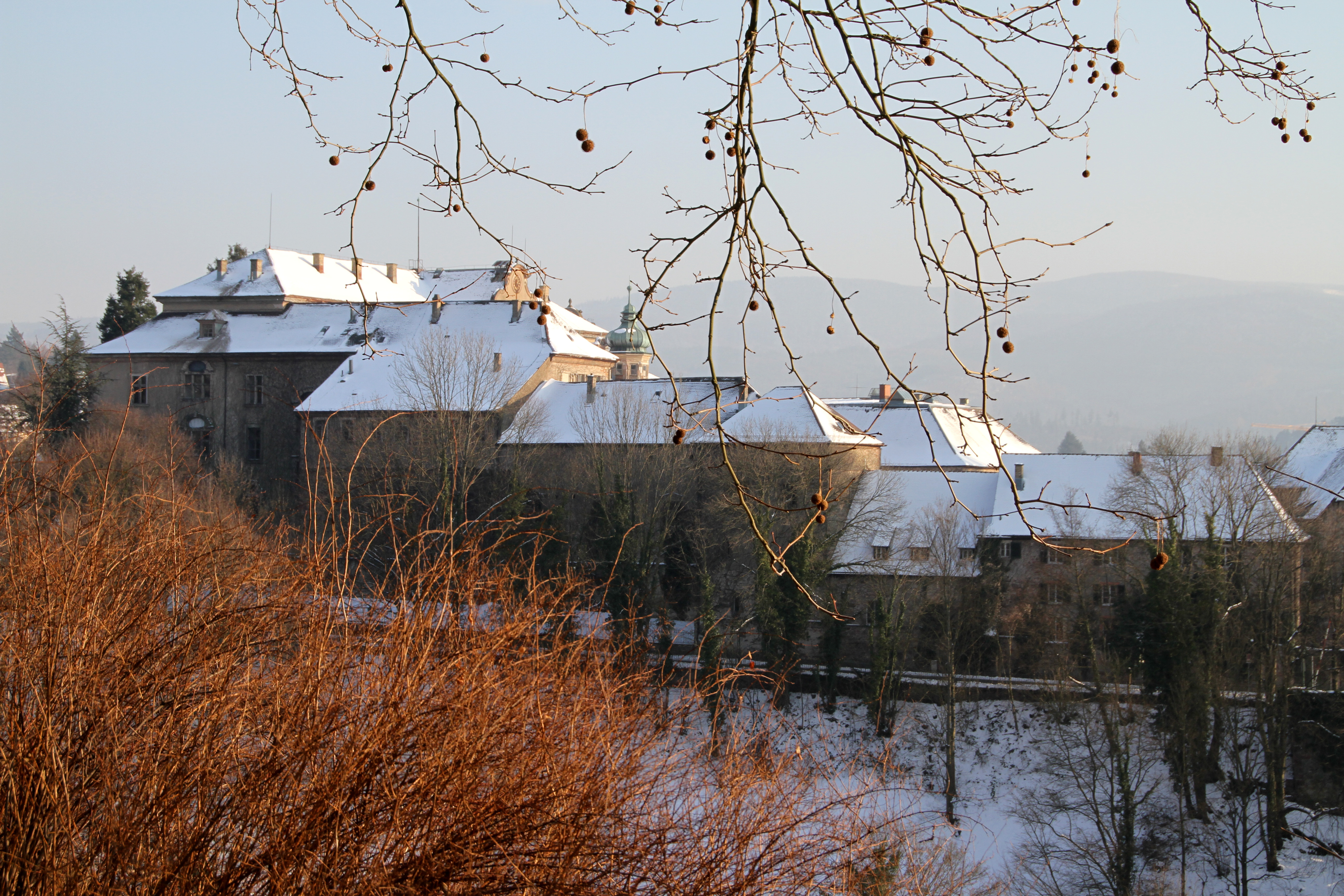
Neues Schloss
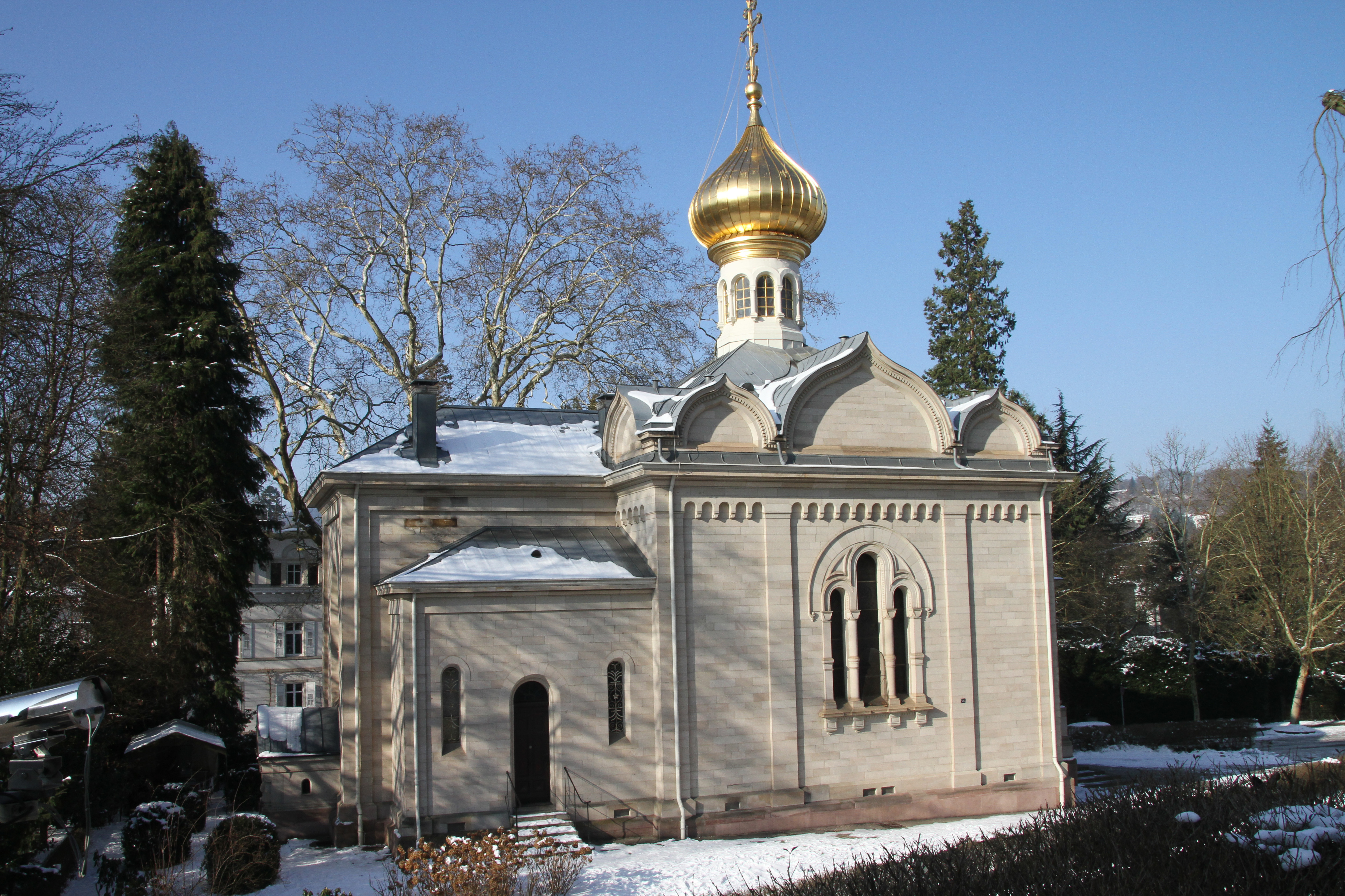
Russische kerk
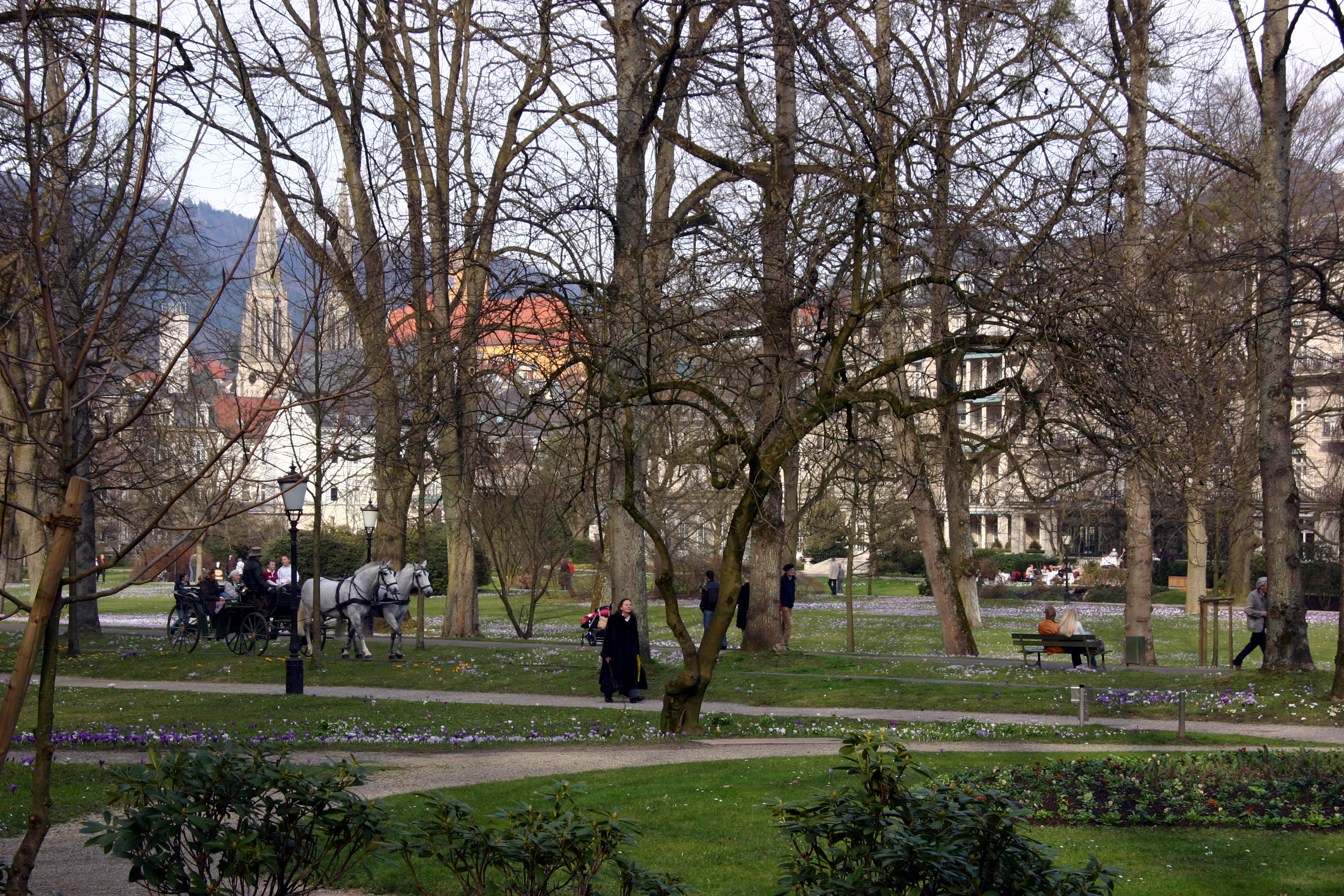
Lichtentaler Allee
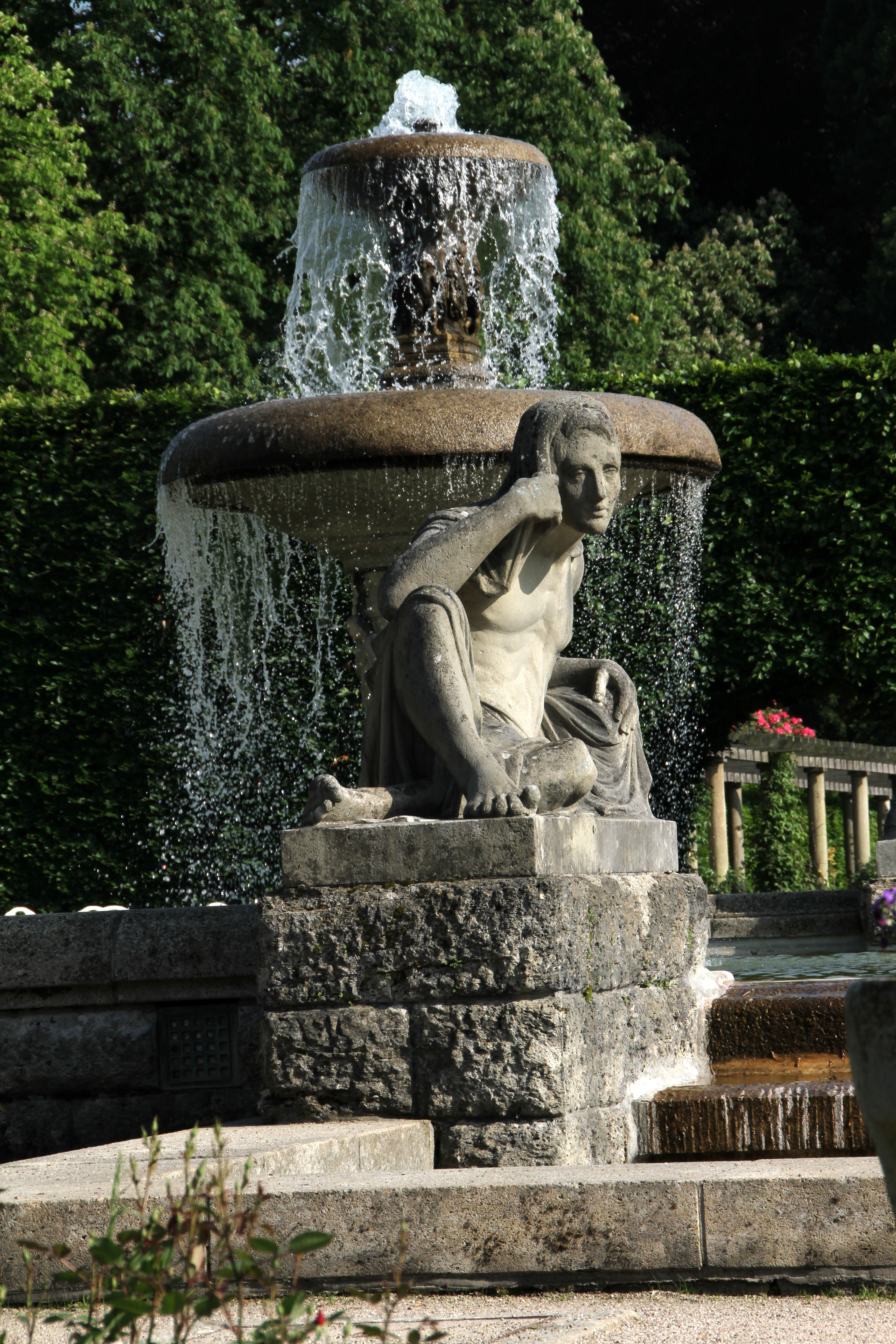
Gönneranlage
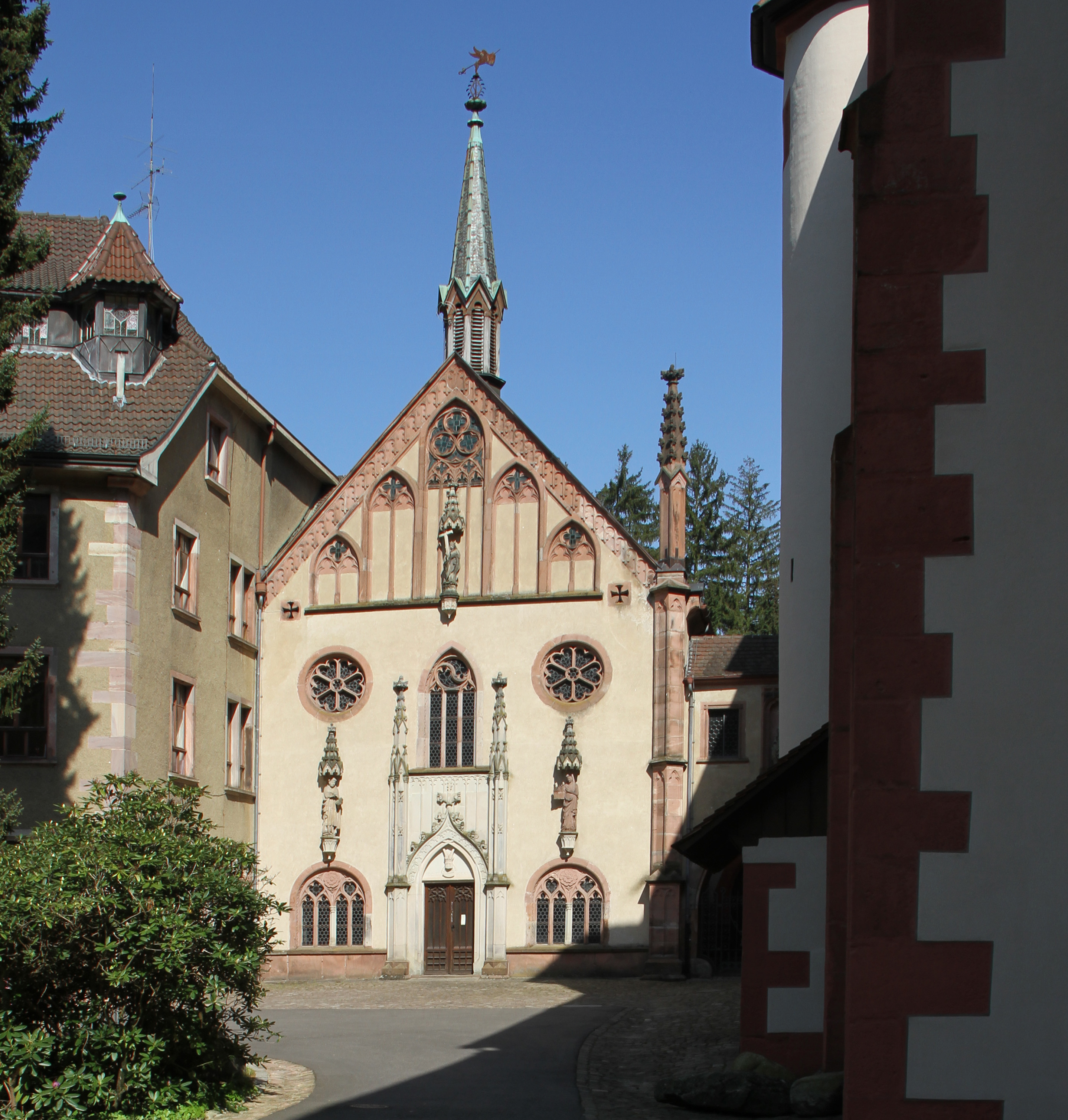
Kloster Lichtental
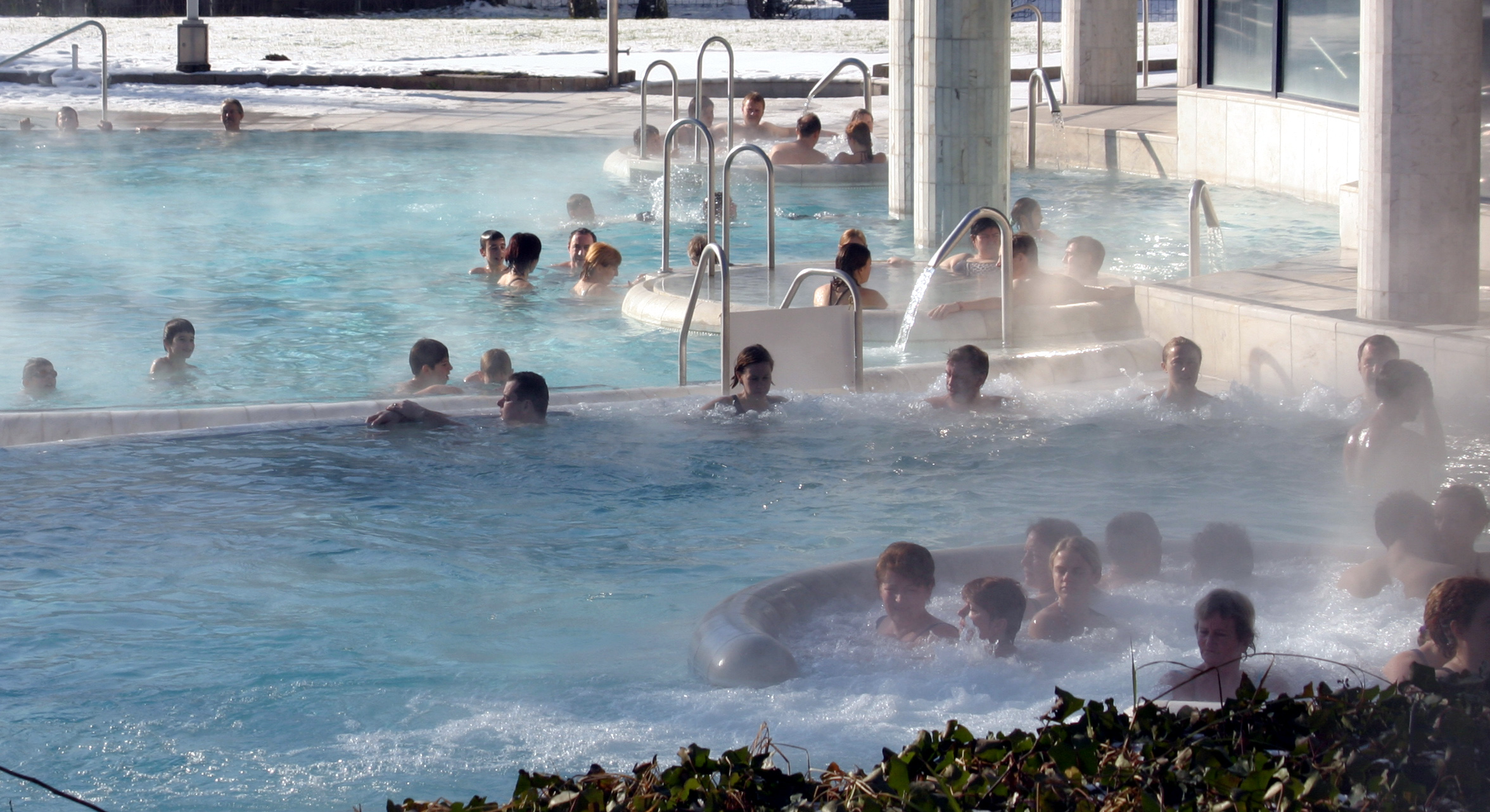
Caracalla-Therme
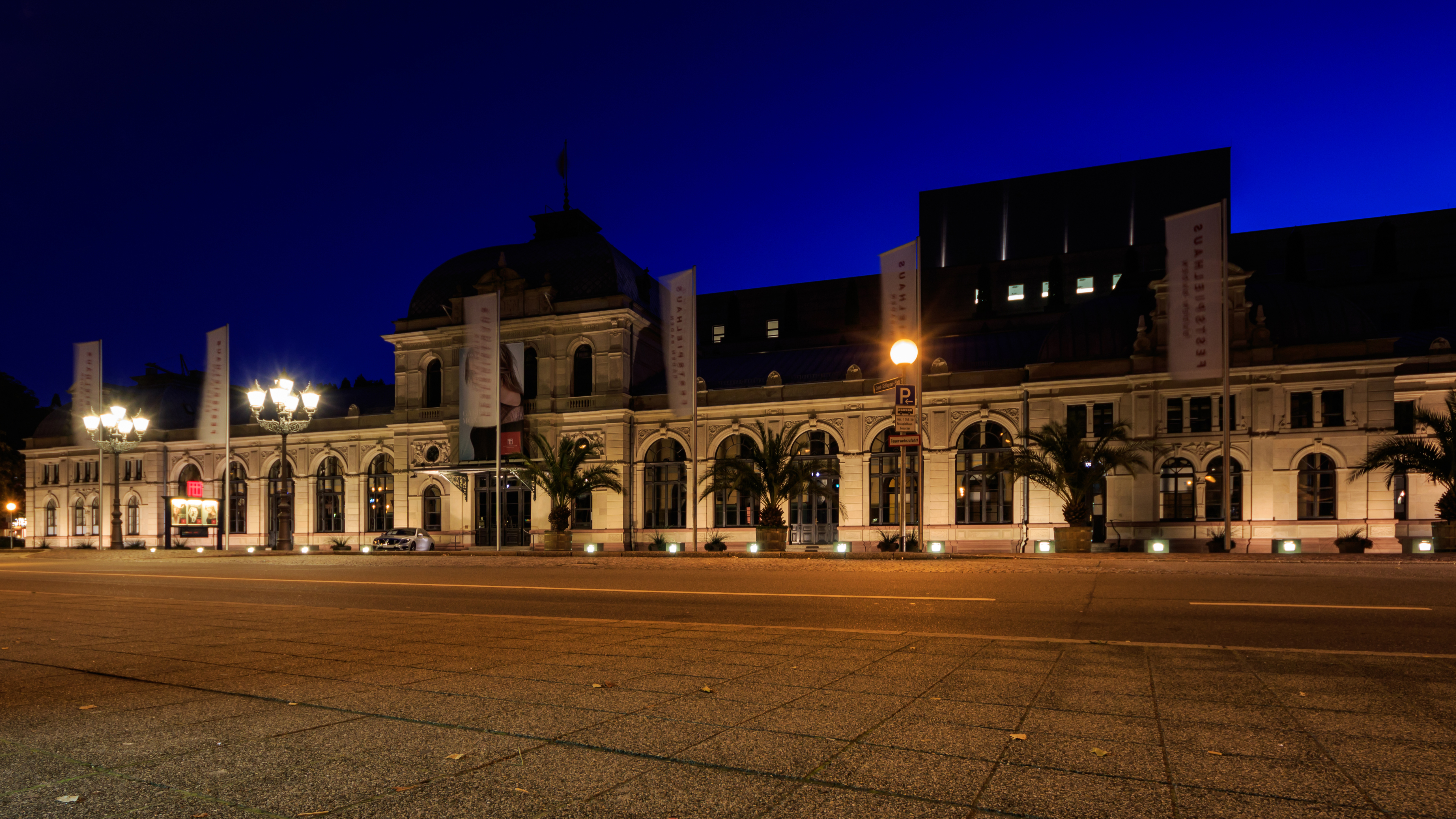
Festspielhaus
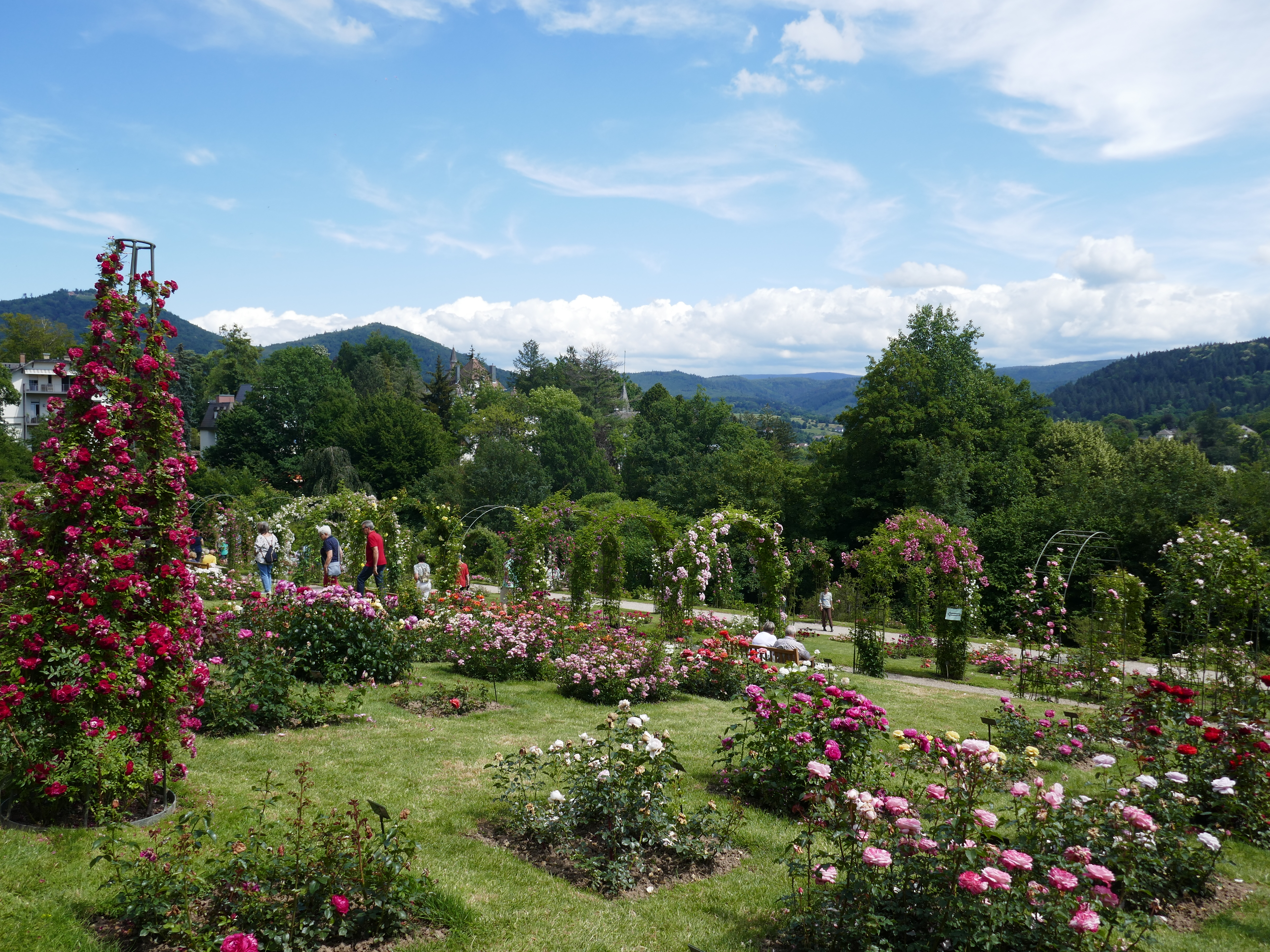
Rozentuin Beutig

## Geboren in Baden-Baden
- Bernhard II van Baden (1428-1458), Markgraaf van Baden
- Christoffel I van Baden (1453-1527), markgraaf van Baden-Baden
- Filibert van Baden-Baden (1536-1569), markgraaf van Baden-Baden
- Filips II van Baden-Baden (1559-1588), markgraaf van Baden-Baden
- George Frederik van Baden-Durlach (1573-1573), markgraaf van Baden-Durlach
- Willem van Baden-Baden (1593-1677), markgraaf van Baden-Baden
- Ferdinand Maximiliaan van Baden-Baden (1625-1669), erfmarkgraaf van Baden-Baden
- Pjotr Stolypin (1862-1911), premier van Rusland (1906-1911)
- Marie van Baden (1865-1939), prinses uit het Huis Baden
- Max van Baden (1867-1929), erfgroothertog, rijkskanselier
- Rudolf Höss (1900-1947), nazi-kampcommandant Auschwitz
- Lina Radke (1903-1983), hardloopster
- Gerhard Durlacher (1928-1996), Nederlands auteur
- Tony Marshall (1938-2023), schlager- en operazanger